# Мечехвосты
Мечехво́сты (лат. Xiphosurida) — отряд водных хелицеровых из класса меростомовых (Merostomata). Название дано по длинному мечевидному хвостовому шипу, расположенному на заднем конце тела. Другая характерная черта мечехвостов — массивный спинной щит, по форме напоминающий лошадиное копыто.
К мечехвостам относится более 70 ископаемых и 4 современных вида, представители которых обитают на мелководьях морей от Дальнего Востока России до Юго-Восточной Азии и на Атлантическом побережье Северной Америки.
В сезон размножения мечехвосты в больших количествах появляются в приливно-отливной зоне и становятся объектом массового промышленного сбора. В Японии и США из них изготавливают удобрения и корм для домашних животных. В некоторых странах Азии мечехвостов используют в пищу.

## Внешнее строение

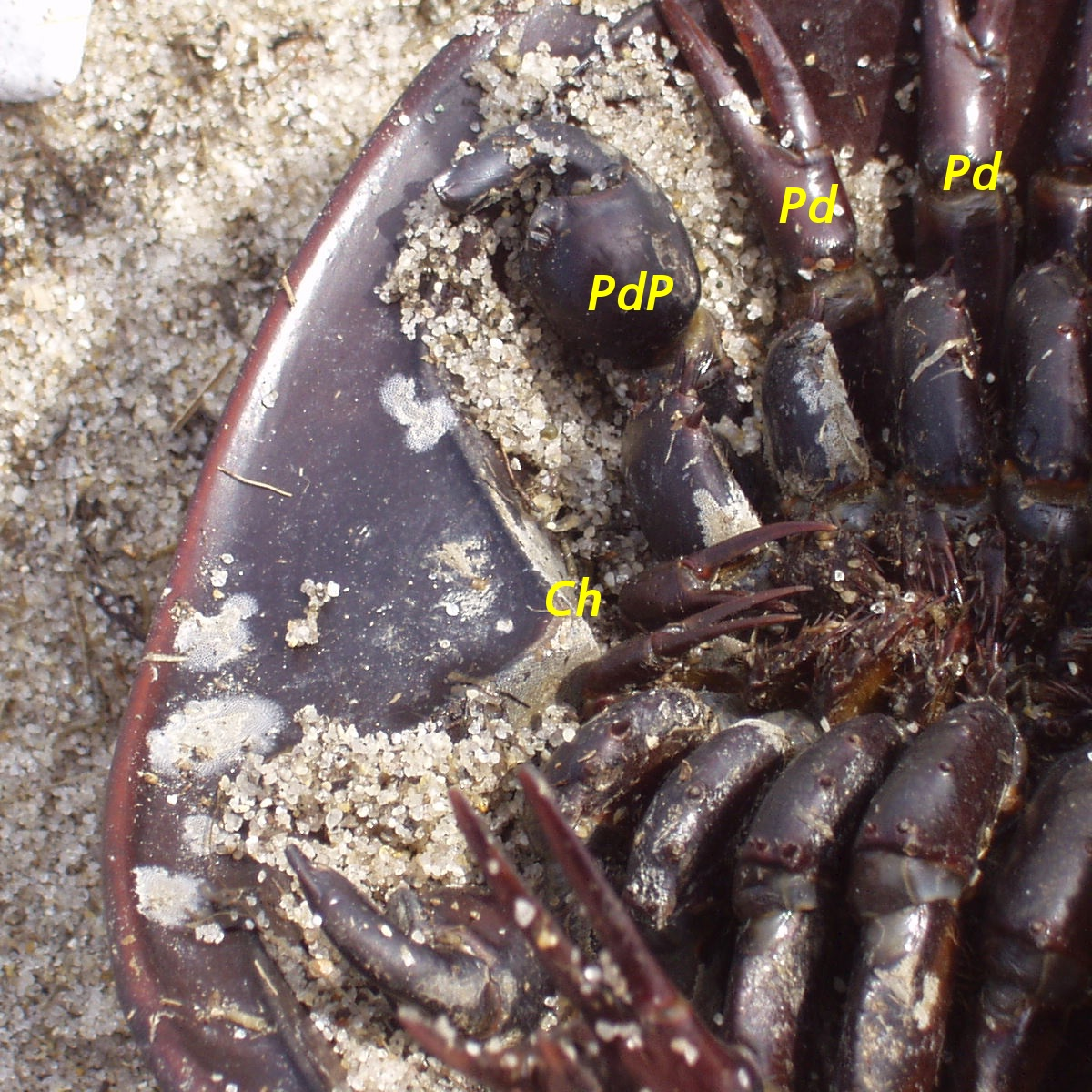
Передние конечности самца Limulus polyphemus. Ch — хелицеры, PdP — I пара ходильных ног, Pd — II и III пары

Современные мечехвосты могут достигать 60 см в длину, что значительно превышает наибольшие размеры второй группы современных хелицеровых — паукообразных.
Тело мечехвоста подразделяется на два отдела: передний — просому, или головогрудь, и задний — опистосому, или брюшко. Со спинной стороны просома и опистосома покрыты собственными частями спинного щита — карапакса, что обеспечивает подвижность одного отдела относительно другого. Острый передний край выпуклого спинного щита позволяет мечехвосту, подобно плугу, двигаться, находясь отчасти погружённым в толщу грунта.
В состав просомы входит шесть сегментов, несущих конечности: пара коротких хелицер и пять пар ходных, или ходильных, ног. Хелицеры и первые четыре пары ног на конце несут клешни (исключение составляет лишь первая пара ходных ног самца, которые служат для захвата самки при спаривании). Конечности 5-й пары (толкательные ножки) имеют двуветвистое строение. Первые членики ходных ног несут гнатобазы — направленные к срединной линии тела зазубренные выросты, которые служат для перемалывания пищи.
От опистосомы отходит семь пар сильно видоизменённых конечностей. Первый опистосомальный сегмент слит с просомой и несёт пару редуцированных конечностей — хилярий. Конечности второго сегмента преобразованы в широкие пластинчатые структуры — половые крышки. На их задней поверхности расположены парные половые отверстия. Остальные пять пар конечностей представляют собой органы дыхания — жаберные книжки.

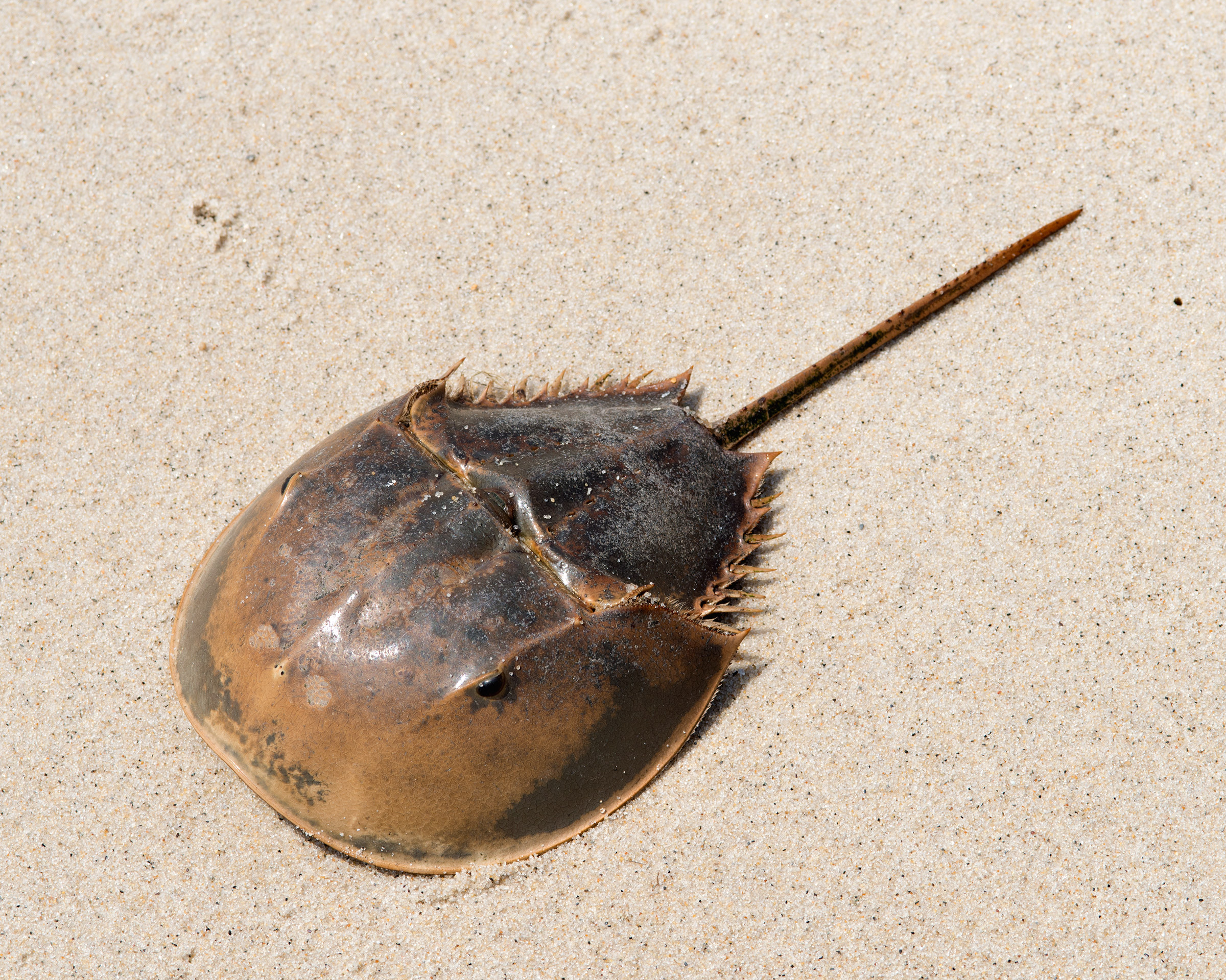
Мечехвост Limulus polyphemus на песке
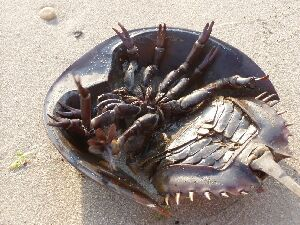
Перевёрнутый мечехвост
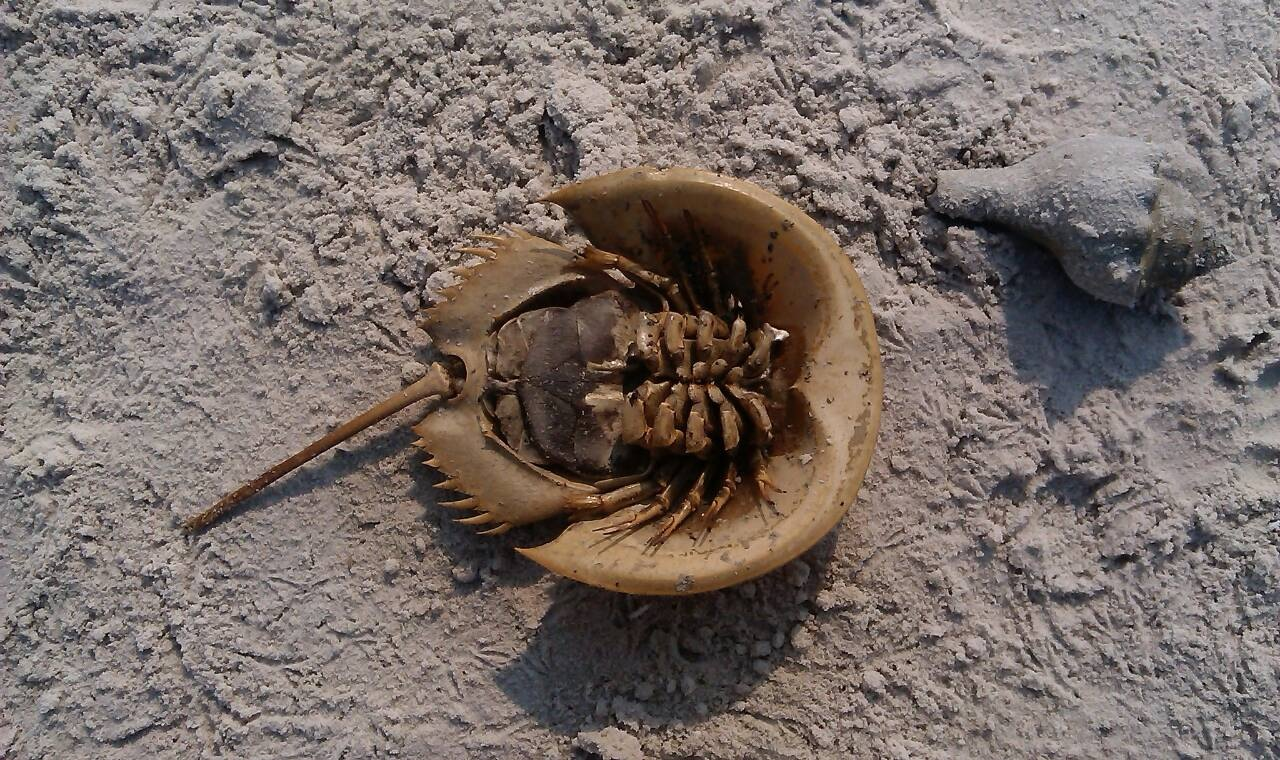
Мечехвост (вид снизу)

## Среда обитания и жизненный цикл
Большую часть года мечехвосты обитают на заилённом дне морских мелководий на глубине 10—40 метров. Половой зрелости мечехвосты достигают на 9—12-м году при общей продолжительности жизни до 19—20 лет. В период нереста половозрелые особи мигрируют на песчаные пляжи, осушаемые во время отлива. Более мелкий по сравнению с самкой самец цепляется за её опистосомальный щит, в то время как она выкапывает в грунте ямку, куда откладывает от 200 до 1000 яиц диаметром 1,5—3,5 мм. Затем самец осеменяет яйца, после чего их дальнейшее развитие протекает в толще грунта. Во время сезона размножения может гибнуть до 10 % популяции взрослых мечехвостов.
Дробление у мечехвостов полное. Очень скоро оболочка яйца (хорион) сбрасывается, и значительная часть эмбрионального развития протекает под защитой эмбриональной кутикулы.
По окончании эмбриогенеза из яйца выходит трилобитная личинка, обладающая полным числом сегментов тела. Кроме размера, от взрослого организма её отличает отсутствие трёх пар жаберных книжек и недоразвитость некоторых внутренних органов (например, кишечника). Трилобитная личинка вскоре выбирается из песка и способна плавать с помощью конечностей опистосомы. При плавании она переворачивается брюшной стороной кверху. Кишечник и недостающие пары конечностей развиваются после первой личиночной линьки.

## Питание
Мечехвосты питаются донными беспозвоночными: двустворчатыми моллюсками, полихетами и немертинами, причём экспериментально показано, что при питании двустворчатыми моллюсками они отдают предпочтение особям с более тонкой раковиной. Известны случаи поедания водорослей.

## Палеонтология
Наиболее древние представители отряда мечехвостов известны из ордовикских отложений. Представители единственного ныне живущего рода Limulus встречаются начиная с триаса.

## Рода
| Род               | Автор                       | Год  |
| ----------------- | --------------------------- | ---- |
| † Anacontium      | Raymond                     | 1944 |
| † Archeolimulus   | Chlupác                     | 1963 |
| † Austrolimulus   | Riek                        | 1955 |
| † Bellinuroopsis  | Chernyshev                  | 1933 |
| † Bellinurus      | Meek & Worthen              | 1865 |
| † Bembicosoma     | Laurie                      | 1899 |
| † Bunaia          | Clarke                      | 1920 |
| † Bunodella       | Matthew                     | 1889 |
| † Bunodes         | Eichwald                    | 1854 |
| Carcinoscorpius   | Pocock                      | 1902 |
| † Casterolimulus  | Holland, Erickson & O’Brien | 1975 |
| † Cyamocephalus   | Currie                      | 1927 |
| † Elleria         | Raymond                     | 1944 |
| † Euproops        | Meek                        | 1876 |
| † Heterolimulus   | Via Boada & de Villalta     | 1966 |
| † Kasibelinurus   | Pickett                     | 1993 |
| † Kiaeria         | Størmer                     | 1934 |
| † Legrandella     | Eldredge                    | 1974 |
| † Lemoneites      | Flower                      | 1969 |
| † Limulitella     | Størmer                     | 1952 |
| † Limuloides      | Woodward                    | 1865 |
| Limulus           | Müller                      | 1785 |
| † Liomesaspis     | Raymond                     | 1944 |
| † Lunataspis      | Rudkin, Young & Nolan       | 2005 |
| † Mesolimulus     | Størmer                     | 1952 |
| † Moravurus       | Pribyl                      | 1967 |
| † Neobelinuropsis | Eller                       | 1938 |
| † Neolimulus      | Woodward                    | 1868 |
| † Paleolimulus    | Dunbar                      | 1923 |
| † Palaeomerus     |                             |      |
| † Pasternakevia   | Selden & Drygant            | 1987 |
| † Pringlia        | Raymond                     | 1944 |
| † Protolimulus    | Packard                     | 1886 |
| † Psammonlimulus  | Lange                       | 1923 |
| † Pseudoniscus    | Nieszkowski                 | 1859 |
| † Rolfeia         | Waterston                   | 1985 |
| Tachypleus        | Leach                       | 1819 |
| † Valloisella     | Racheboeuf                  | 1992 |
| † Victalimulus    | Riek & Gill                 | 1971 |
| † Weinbergina     | Richter & Richter           | 1929 |
| † Willwerathia    | Størmer                     | 1969 |
| † Xaniopyramis    | Siveter & Selden            | 1987 |

## Применение в фармакологии
В США из гемолимфы мечехвостов получают реактив для проверки стерильности медицинских препаратов — Limulus amebocyte lysate (англ.). В основе действия реактива лежит иммунная реакция мечехвоста: гемолимфа свёртывается, если препарат загрязнён микроорганизмами или продуктами их деятельности.